# Großer Preis von Portugal 1993
Der Große Preis von Portugal 1993 (offiziell Grande Premio de Portugal) fand am 26. September auf dem Autódromo Fernanda Pires da Silvaist in Estoril statt und war das 14. Rennen der Formel-1-Weltmeisterschaft 1993.

## Berichte

### Hintergründe
Nach dem Großen Preis von Italien führte Alain Prost in der Fahrerwertung mit 23 Punkten vor Damon Hill und mit 28 Punkten vor Ayrton Senna. In der Konstrukteurswertung stand Williams-Renault nach dem Rennen in Italien als Weltmeister fest. Hier führte das Team mit 77 Punkten vor Benetton-Ford und mit 79 Punkten vor McLaren-Ford.
Vor dem Rennwochenende gab es zwei Fahrerwechsel: Nach seinem dritten Platz beim Großen Preis von Italien verließ Michael Andretti das Formel-1-Team McLaren, um in die US-amerikanische Indy Car World Series zurückzukehren. Sein Platz wurde von Mika Häkkinen eingenommen. Anstelle von Marco Apicella übernahm Emanuele Naspetti das Cockpit des zweiten Jordan an der Seite von Stammfahrer Rubens Barrichello. Für Naspetti war es das letzte Rennen.
Mit Prost (dreimal), Riccardo Patrese, Gerhard Berger und Senna (jeweils einmal) traten vier ehemalige Sieger zu diesem Grand Prix an.

### Qualifying
Hill qualifizierte sich vor seinem in der Weltmeisterschaftswertung führenden Teamkollegen Prost für die Pole-Position. Dahinter folgten die beiden McLaren MP4/8 von Häkkinen und Senna. Jean Alesi erreichte den fünften Startplatz vor den beiden Benetton-Teamkollegen Michael Schumacher und Patrese.

### Rennen
Da Hills Motor zu Beginn der Einführungsrunde nicht startete, musste er das Rennen vom Ende des Feldes aufnehmen.
Alesi beendete die erste Runde als Erster vor Senna, Häkkinen, Prost und Schumacher. Hill kämpfte sich bis zum zehnten Umlauf auf den achten Rang nach vorn. Während der folgenden neun Runden machte er weitere sieben Positionen gut. Dies wurde unter anderem dadurch begünstigt, dass Senna in der 20. Runde aufgrund eines Motorschadens ausschied und Alesi, Häkkinen sowie Schumacher nahezu gleichzeitig einen Boxenstopp einlegten. Dadurch gelangte Prost in Führung und Hill auf den zweiten Rang. Als die beiden Teamkollegen ihrerseits in Runde 29 beziehungsweise 30 ihre Reifenwechsel absolvierten, gelangte Schumacher in die Spitzenposition. Häkkinen und Berger schieden durch voneinander unabhängige Unfälle aus.
Gegen Ende des Rennens schloss Prost zum führenden Schumacher auf. Er ging jedoch kein Risiko ein, da ihm bewusst war, dass ihm der zweite Platz zur Sicherstellung seines vierten Weltmeistertitels ausreichte. Für Schumacher war es der zweite Sieg in der Formel-1-Weltmeisterschaft. Dritter wurde Hill vor Alesi. Karl Wendlinger und Martin Brundle belegten die Plätze fünf und sechs.
Sowohl in der Fahrer- als auch in der Konstrukteurswertung blieben die ersten drei Positionen unverändert.

## Meldeliste
| Team                        | Nr. | Fahrer               | Chassis        | Motor                        | Reifen |
| --------------------------- | --- | -------------------- | -------------- | ---------------------------- | ------ |
| Canon Williams Team         | 0   | Damon Hill           | Williams FW15C | Renault RS5 3.5 V10          | G      |
| Canon Williams Team         | 02  | Alain Prost          | Williams FW15C | Renault RS5 3.5 V10          | G      |
| Tyrrell Racing Organisation | 03  | Ukyō Katayama        | Tyrrell 021    | Yamaha OX10A 3.5 V10         | G      |
| Tyrrell Racing Organisation | 04  | Andrea de Cesaris    | Tyrrell 021    | Yamaha OX10A 3.5 V10         | G      |
| Camel Benetton Ford         | 05  | Michael Schumacher   | Benetton B193B | Ford Cosworth HB 3.5 V8      | G      |
| Camel Benetton Ford         | 06  | Riccardo Patrese     | Benetton B193B | Ford Cosworth HB 3.5 V8      | G      |
| Marlboro McLaren            | 07  | Mika Häkkinen        | McLaren MP4/8  | Ford Cosworth HB 3.5 V8      | G      |
| Marlboro McLaren            | 08  | Ayrton Senna         | McLaren MP4/8  | Ford Cosworth HB 3.5 V8      | G      |
| Footwork Mugen Honda        | 09  | Derek Warwick        | Footwork FA14  | Mugen-Honda MF-351HB 3.5 V10 | G      |
| Footwork Mugen Honda        | 10  | Aguri Suzuki         | Footwork FA14  | Mugen-Honda MF-351HB 3.5 V10 | G      |
| Team Lotus                  | 11  | Pedro Lamy           | Lotus 107B     | Ford Cosworth HB 3.5 V8      | G      |
| Team Lotus                  | 12  | Johnny Herbert       | Lotus 107B     | Ford Cosworth HB 3.5 V8      | G      |
| Sasol Jordan                | 14  | Rubens Barrichello   | Jordan 193     | Hart 1035 3.5 V10            | G      |
| Sasol Jordan                | 15  | Emanuele Naspetti    | Jordan 193     | Hart 1035 3.5 V10            | G      |
| Larrousse F1                | 19  | Philippe Alliot      | Larrousse LH93 | Lamborghini 3512 3.5 V12     | G      |
| Larrousse F1                | 20  | Érik Comas           | Larrousse LH93 | Lamborghini 3512 3.5 V12     | G      |
| Lola BMS Scuderia Italia    | 21  | Michele Alboreto     | Lola T93/30    | Ferrari 040 3.5 V12          | G      |
| Lola BMS Scuderia Italia    | 22  | Luca Badoer          | Lola T93/30    | Ferrari 040 3.5 V12          | G      |
| Minardi Team                | 23  | Christian Fittipaldi | Minardi M193   | Ford Cosworth HB 3.5 V8      | G      |
| Minardi Team                | 24  | Pierluigi Martini    | Minardi M193   | Ford Cosworth HB 3.5 V8      | G      |
| Ligier Gitanes Blondes      | 25  | Martin Brundle       | Ligier JS39    | Renault RS5 3.5 V10          | G      |
| Ligier Gitanes Blondes      | 26  | Mark Blundell        | Ligier JS39    | Renault RS5 3.5 V10          | G      |
| Scuderia Ferrari            | 27  | Jean Alesi           | Ferrari F93A   | Ferrari 041 3.5 V12          | G      |
| Scuderia Ferrari            | 28  | Gerhard Berger       | Ferrari F93A   | Ferrari 041 3.5 V12          | G      |
| Lighthouse Sauber           | 29  | Karl Wendlinger      | Sauber C12     | Sauber 2175 3.5 V10          | G      |
| Lighthouse Sauber           | 30  | JJ Lehto             | Sauber C12     | Sauber 2175 3.5 V10          | G      |

## Klassifikationen

### Qualifying
| Pos. | Fahrer               | Konstrukteur          | 1. Qualifikationstraining | 1. Qualifikationstraining | 2. Qualifikationstraining | 2. Qualifikationstraining | Start |
| Pos. | Fahrer               | Konstrukteur          | Zeit                      | Ø-Geschwindigkeit         | Zeit                      | Ø-Geschwindigkeit         | Start |
| ---- | -------------------- | --------------------- | ------------------------- | ------------------------- | ------------------------- | ------------------------- | ----- |
| 01   | Damon Hill           | Williams-Renault      | 1:12,290                  | 216,627 km/h              | 1:11,494                  | 219,039 km/h              | 01    |
| 02   | Alain Prost          | Williams-Renault      | 1:11,683                  | 218,462 km/h              | 1:12,762                  | 215,222 km/h              | 02    |
| 03   | Mika Häkkinen        | McLaren-Ford          | 1:12,956                  | 214,650 km/h              | 1:12,443                  | 216,170 km/h              | 03    |
| 04   | Ayrton Senna         | McLaren-Ford          | 1:12,954                  | 214,656 km/h              | 1:12,491                  | 216,027 km/h              | 04    |
| 05   | Jean Alesi           | Ferrari               | 1:13,682                  | 212,535 km/h              | 1:13,101                  | 214,224 km/h              | 05    |
| 06   | Michael Schumacher   | Benetton-Ford         | 1:13,403                  | 213,343 km/h              | 1:14,135                  | 211,236 km/h              | 06    |
| 07   | Riccardo Patrese     | Benetton-Ford         | 1:14,206                  | 211,034 km/h              | 1:13,863                  | 212,014 km/h              | 07    |
| 08   | Gerhard Berger       | Ferrari               | 1:14,159                  | 211,168 km/h              | 1:13,933                  | 211,813 km/h              | 08    |
| 09   | Derek Warwick        | Footwork-Mugen-Honda  | 1:15,200                  | 208,245 km/h              | 1:14,388                  | 210,518 km/h              | 09    |
| 10   | Mark Blundell        | Ligier-Renault        | 1:14,591                  | 209,945 km/h              | 1:14,577                  | 209,984 km/h              | 10    |
| 11   | Martin Brundle       | Ligier-Renault        | 1:14,779                  | 209,417 km/h              | 1:14,708                  | 209,616 km/h              | 11    |
| 12   | JJ Lehto             | Sauber                | 1:14,978                  | 208,861 km/h              | 1:14,833                  | 209,266 km/h              | 12    |
| 13   | Karl Wendlinger      | Sauber                | 1:15,016                  | 208,755 km/h              | 1:15,070                  | 208,605 km/h              | 13    |
| 14   | Johnny Herbert       | Lotus-Ford            | 1:15,831                  | 206,512 km/h              | 1:15,183                  | 208,292 km/h              | 14    |
| 15   | Rubens Barrichello   | Jordan-Hart           | 1:15,479                  | 207,475 km/h              | 1:15,433                  | 207,601 km/h              | 15    |
| 16   | Aguri Suzuki         | Footwork-Mugen-Honda  | 1:15,968                  | 206,139 km/h              | 1:15,491                  | 207,442 km/h              | 16    |
| 17   | Andrea de Cesaris    | Tyrrell-Yamaha        | 1:16,072                  | 205,858 km/h              | 1:15,904                  | 206,313 km/h              | 17    |
| 18   | Pedro Lamy           | Lotus-Ford            | 1:17,198                  | 202,855 km/h              | 1:15,920                  | 206,270 km/h              | 18    |
| 19   | Pierluigi Martini    | Minardi-Ford          | 1:15,942                  | 206,210 km/h              | 1:16,323                  | 205,181 km/h              | 19    |
| 20   | Philippe Alliot      | Larrousse-Lamborghini | 1:16,777                  | 203,967 km/h              | 1:16,144                  | 205,663 km/h              | 20    |
| 21   | Ukyō Katayama        | Tyrrell-Yamaha        | 1:16,655                  | 204,292 km/h              | 1:16,186                  | 205,550 km/h              | 21    |
| 22   | Érik Comas           | Larrousse-Lamborghini | 1:16,417                  | 204,928 km/h              | 1:16,998                  | 203,382 km/h              | 22    |
| 23   | Emanuele Naspetti    | Jordan-Hart           | 1:17,845                  | 201,169 km/h              | 1:16,566                  | 204,529 km/h              | 23    |
| 24   | Christian Fittipaldi | Minardi-Ford          | 1:16,651                  | 204,303 km/h              | 1:16,864                  | 203,736 km/h              | 24    |
| 25   | Michele Alboreto     | Lola-Ferrari          | 1:17,778                  | 201,342 km/h              | 1:17,118                  | 203,065 km/h              | 25    |
| 26   | Luca Badoer          | Lola-Ferrari          | 1:19,064                  | 198,067 km/h              | 1:17,739                  | 201,443 km/h              | 26    |

### Rennen
| Pos. | Fahrer               | Konstrukteur          | Runden | Stopps | Zeit        | Start | Schnellste Runde |
| ---- | -------------------- | --------------------- | ------ | ------ | ----------- | ----- | ---------------- |
| 01   | Michael Schumacher   | Benetton-Ford         | 71     | 1      | 1:32:46,309 | 06    | 1:16,201 (56.)   |
| 02   | Alain Prost          | Williams-Renault      | 71     | 1      | + 0,982     | 02    | 1:15,780 (45.)   |
| 03   | Damon Hill           | Williams-Renault      | 71     | 1      | + 8,206     | 01    | 1:14,859 (68.)   |
| 04   | Jean Alesi           | Ferrari               | 71     | 2      | + 1:07,605  | 05    | 1:16,806 (51.)   |
| 05   | Karl Wendlinger      | Sauber                | 70     | 1      | + 1 Runde   | 13    | 1:17,694 (40.)   |
| 06   | Martin Brundle       | Ligier-Renault        | 70     | 2      | + 1 Runde   | 11    | 1:17,638 (40.)   |
| 07   | JJ Lehto             | Sauber                | 69     | 2      | + 2 Runden  | 12    | 1:18,069 (47.)   |
| 08   | Pierluigi Martini    | Minardi-Ford          | 69     | 0      | + 2 Runden  | 19    | 1:18,806 (53.)   |
| 09   | Christian Fittipaldi | Minardi-Ford          | 69     | 0      | + 2 Runden  | 24    | 1:18,581 (68.)   |
| 10   | Philippe Alliot      | Larrousse-Lamborghini | 69     | 1      | + 2 Runden  | 20    | 1:18,769 (42.)   |
| 11   | Érik Comas           | Larrousse-Lamborghini | 68     | 1      | + 3 Runden  | 22    | 1:19,014 (43.)   |
| 12   | Andrea de Cesaris    | Tyrrell-Yamaha        | 68     | 2      | + 3 Runden  | 17    | 1:18,290 (53.)   |
| 13   | Rubens Barrichello   | Jordan-Hart           | 68     | 2      | + 3 Runden  | 15    | 1:17,114 (39.)   |
| 14   | Luca Badoer          | Lola-Ferrari          | 68     | 1      | + 3 Runden  | 26    | 1:19,602 (49.)   |
| 15   | Derek Warwick        | Footwork-Mugen-Honda  | 63     | 1      | DNF         | 09    | 1:18,134 (60.)   |
| 16   | Riccardo Patrese     | Benetton-Ford         | 63     | 1      | DNF         | 07    | 1:17,340 (32.)   |
| –    | Pedro Lamy           | Lotus-Ford            | 61     | 1      | DNF         | 18    | 1:17,758 (59.)   |
| –    | Johnny Herbert       | Lotus-Ford            | 60     | 1      | DNF         | 14    | 1:18,961 (31.)   |
| –    | Mark Blundell        | Ligier-Renault        | 51     | 2      | DNF         | 10    | 1:16,793 (47.)   |
| –    | Michele Alboreto     | Lola-Ferrari          | 38     | 1      | DNF         | 25    | 1:21,270 (38.)   |
| –    | Gerhard Berger       | Ferrari               | 35     | 1      | DNF         | 08    | 1:19,568 (31.)   |
| –    | Mika Häkkinen        | McLaren-Ford          | 32     | 1      | DNF         | 03    | 1:17,992 (31.)   |
| –    | Aguri Suzuki         | Footwork-Mugen-Honda  | 27     | 1      | DNF         | 16    | 1:20,446 (22.)   |
| –    | Ayrton Senna         | McLaren-Ford          | 19     | 0      | DNF         | 04    | 1:18,365 (17.)   |
| –    | Ukyō Katayama        | Tyrrell-Yamaha        | 12     | 0      | DNF         | 21    | 1:21,563 (05.)   |
| –    | Emanuele Naspetti    | Jordan-Hart           | 8      | 0      | DNF         | 23    | 1:22,756 (04.)   |

## WM-Stände nach dem Rennen
Die ersten sechs des Rennens bekamen 10, 6, 4, 3, 2 bzw. 1 Punkt(e).

### Fahrerwertung
| Pos. | Fahrer               | Konstrukteur          | Punkte |
| ---- | -------------------- | --------------------- | ------ |
| 01   | Alain Prost          | Williams-Renault      | 87     |
| 02   | Damon Hill           | Williams-Renault      | 62     |
| 03   | Ayrton Senna         | McLaren-Ford          | 53     |
| 04   | Michael Schumacher   | Benetton-Ford         | 52     |
| 05   | Riccardo Patrese     | Benetton-Ford         | 20     |
| 06   | Jean Alesi           | Ferrari               | 13     |
| 07   | Martin Brundle       | Ligier-Renault        | 12     |
| 08   | Johnny Herbert       | Lotus-Ford            | 11     |
| 09   | Mark Blundell        | Ligier-Renault        | 10     |
| 10   | Gerhard Berger       | Ferrari               | 10     |
| 11   | Michael Andretti     | McLaren-Ford          | 7      |
| 12   | Karl Wendlinger      | Sauber                | 7      |
| 13   | JJ Lehto             | Sauber                | 5      |
| 14   | Christian Fittipaldi | Minardi-Ford          | 5      |
| 15   | Derek Warwick        | Footwork-Mugen-Honda  | 4      |
| 16   | Philippe Alliot      | Larrousse-Lamborghini | 2      |

| Pos. | Fahrer             | Konstrukteur          | Punkte |
| ---- | ------------------ | --------------------- | ------ |
| 17   | Fabrizio Barbazza  | Minardi-Ford          | 2      |
| 18   | Alessandro Zanardi | Lotus-Ford            | 1      |
| 19   | Érik Comas         | Larrousse-Lamborghini | 1      |
| 20   | Pierluigi Martini  | Minardi-Ford          | 0      |
| 21   | Rubens Barrichello | Jordan-Hart           | 0      |
| 22   | Luca Badoer        | Lola-Ferrari          | 0      |
| 23   | Aguri Suzuki       | Footwork-Mugen-Honda  | 0      |
| 24   | Thierry Boutsen    | Jordan-Hart           | 0      |
| 25   | Andrea de Cesaris  | Tyrrell-Yamaha        | 0      |
| 26   | Ukyō Katayama      | Tyrrell-Yamaha        | 0      |
| 27   | Michele Alboreto   | Lola-Ferrari          | 0      |
| 28   | Pedro Lamy         | Lotus-Ford            | 0      |
| –    | Ivan Capelli       | Jordan-Hart           | 0      |
| –    | Marco Apicella     | Jordan-Hart           | 0      |
| –    | Mika Häkkinen      | McLaren-Ford          | 0      |
| –    | Emanuele Naspetti  | Jordan-Hart           | 0      |

### Konstrukteurswertung
| Pos. | Konstrukteur     | Punkte |
| ---- | ---------------- | ------ |
| 01   | Williams-Renault | 149    |
| 02   | Benetton-Ford    | 72     |
| 03   | McLaren-Ford     | 60     |
| 04   | Ferrari          | 23     |
| 05   | Ligier-Renault   | 22     |
| 06   | Lotus-Ford       | 12     |
| 07   | Sauber           | 12     |

| Pos. | Konstrukteur          | Punkte |
| ---- | --------------------- | ------ |
| 08   | Minardi-Ford          | 7      |
| 09   | Footwork-Mugen-Honda  | 4      |
| 10   | Larrousse-Lamborghini | 3      |
| 11   | Lola-Ferrari          | 0      |
| 12   | Jordan-Hart           | 0      |
| 13   | Tyrrell-Yamaha        | 0      |